# Filippo de Angelis
Filippo de Angelis (16 april 1792 – 6 juli 1877) was een Italiaans kardinaal-priester.

## Biografie
In 1819 werd hij tot priester gewijd. Tussen 1830 en 1832 was hij nuntius in Zwitserland en tussen 1832 en 1838 nuntius in Portugal. In 1838 werd hij benoemd tot Aartsbisschop van Montefiascone. In datzelfde jaar werd hij kardinaal-priester in pectore door Gregorius XVI. De installatie volgde in 1839. In 1842 werd hij benoemd tot Aartsbisschop van Fermo. Deze functie zou hij de volgende 35 jaar bekleden. Hij werd camerlengo in 1867. De functies van camerlengo en Aartsbisschop zou hij tot aan zijn dood bekleden. 
De Angelis was aanwezig op het conclaaf van 1846 en het Eerste Vaticaans Concilie.
Met het overlijden van Alexis Billiet in 1873 werd hij de oudst nog levende kardinaal. Hij overleed in 1877 op 85-jarige leeftijd.
- Gemeinsame Normdatei: 1046657615
- Historisch woordenboek van Zwitserland: 025274
- International Standard Name Identifier: 0000 0000 6277 2322
- Nationale bibliotheek van Australië: 59678520
- Réseau des bibliothèques de Suisse occidentale: 02-A018621451
- Istituto Centrale per il Catalogo Unico: RAVV094659
- SNAC: w6x66f8h
- Système universitaire de documentation: 230184030
- Virtual International Authority File: 89064951
- WorldCat: E39PBJdx6vmGrYdPMwxK4whfv3